# KL (livre)
Pour les articles homonymes, voir KL.
KL: A History of the Nazi Concentration Camps est un livre de 2015 de Nikolaus Wachsmann, professeur du Birkbeck College.

## Titre
Le livre porte le nom de l'abréviation SS, KL, pour Konzentrationslager , le mot allemand pour « camp de concentration ». Une autre abréviation, KZ, était utilisée par les prisonniers et d'autres de manière informelle, et a éclipsé la popularité de KL en allemand après la guerre,. Selon Harold Marcuse, l'abréviation officielle nazie était gardée comme une marque de fabrique par le potentat du système, Heinrich Himmler, qui ne voulait pas de camps concurrents en dehors de son système." Wachsmann a choisi l'acronyme original pour « révéler le système tel qu'il est vu par ses contemporains », écrit Marcuse. L'épigramme du livre est une citation du prisonnier du Sonderkommando Zalman Gradowski : "Que le monde voie au moins une goutte, une fraction de ce monde tragique dans lequel nous vivions.

## Contenu
Le livre dissipe l'idée que les Allemands ignoraient ce qui se passait dans les camps de concentration. Par exemple, certains des premiers camps de concentration créés en 1933 ont été délibérément implantés dans les quartiers populaires de Berlin afin que la population sache ce qui est arrivé aux opposants nazis. Il corrige également les malentendus selon lesquels tous les camps de concentration étaient similaires. En fait, il y avait une grande diversité en eux, notamment entre les camps de concentration standard et les camps d'extermination. Wachsmann soutient que les camps de concentration n'étaient que périphériques à la solution finale, car la plupart des victimes juives de l'Holocauste sont mortes dans des fusillades, des fourgons à gaz ou des camps d'extermination dédiés plutôt que dans le système des camps de concentration. Bien que les Juifs aient constitué la majorité des morts dans les camps de concentration, ils variaient de 10 à 30 % de la population selon la période,.
Tout au long du livre, Wachsmann présente une généralisation et complique ensuite le tableau avec des contre-exemples. Le livre est un travail d' histoire synthétique tirant principalement sur les sources allemandes publiées, bien qu'il incorpore aussi la recherche archivistique de l'auteur. Son approche est « l'histoire intégrée » qui essaye de créer une pleine image d'événements en les examinant de tous les points de vue et contextes. Wachsmann soutient qu'il n'y avait pas de prisonniers, de kapos ou de gardes « typiques ».
Wachsmann termine le livre par une vignette sur Moritz Choinowski, un juif polonais libéré par l'armée américaine à Dachau,.

## Réception
Le livre a été décrit comme « prodigieux mais éminemment lisible » dans une critique de Harold Marcuse dans The American Historical Review . Selon Joanna Bourke, le livre de Wachsmann est une « [contribution] significative à notre compréhension de l'histoire du début du 20e siècle ». Elle attribue à Wachsmann le mérite d'être obsédé par la précision et « un adepte des dates et des heures ». Thomas W. Laqueur considère le livre comme "l'histoire de la fabrication du monde".
Dans The Guardian, Nicholas Lezard a décrit le livre comme « une contribution énorme et nécessaire à notre compréhension de ce sujet effrayant ». Il décrit le livre comme à la fois panoptique et intime, en ce sens qu'il donne une vue d'ensemble tout en humanisant l'histoire avec des anecdotes. Selon une critique de Keith Kahn-Harris dans The Independent, le livre « rend le mal inimaginable des camps relatable ».

## Prix
- Prix trimestriel juif-Wingate 2016[11]
- Prix d'histoire Mark-Lynton 2016[12]
- Prix d'histoire Wolfson 2016[13]